# Kensham
Pour les articles homonymes, voir Cassingham.
 (octobre 2012).
Kensham est un hameau du Kent, entre Rolvenden et Sandhurst. Il était appelé Cassingham à l'époque médiévale.